# Pichl (Aindling)
Pichl ist ein Gemeindeteil des Marktes Aindling im Landkreis Aichach-Friedberg (Schwaben in Bayern). Das Kirchdorf Pichl liegt ca. zwei Kilometer nördlich von Aindling zwischen Edenhausen und Eisingersdorf.

## Geschichte
Der Ort wurde im Jahr 1135 als „Wuchele“ durch einen „Marchwart de Wuchele“ erstmals urkundlich erwähnt. Die Hofmark Pichl gehörte 1752 zum Amt Aindling.
Die Gemeinde Pichl gehörte dem Landkreis Aichach an. Am 1. April 1928 wurden die bis dahin selbstständigen Gemeinden Edenhausen und Eisingersdorf nach Pichl eingemeindet. Diese wurde mit den Ortsteilen Eisingersdorf und Edenhausen am 1. Oktober 1971 im Zuge der Gebietsreform in Bayern nach Aindling eingemeindet.

## Baudenkmäler

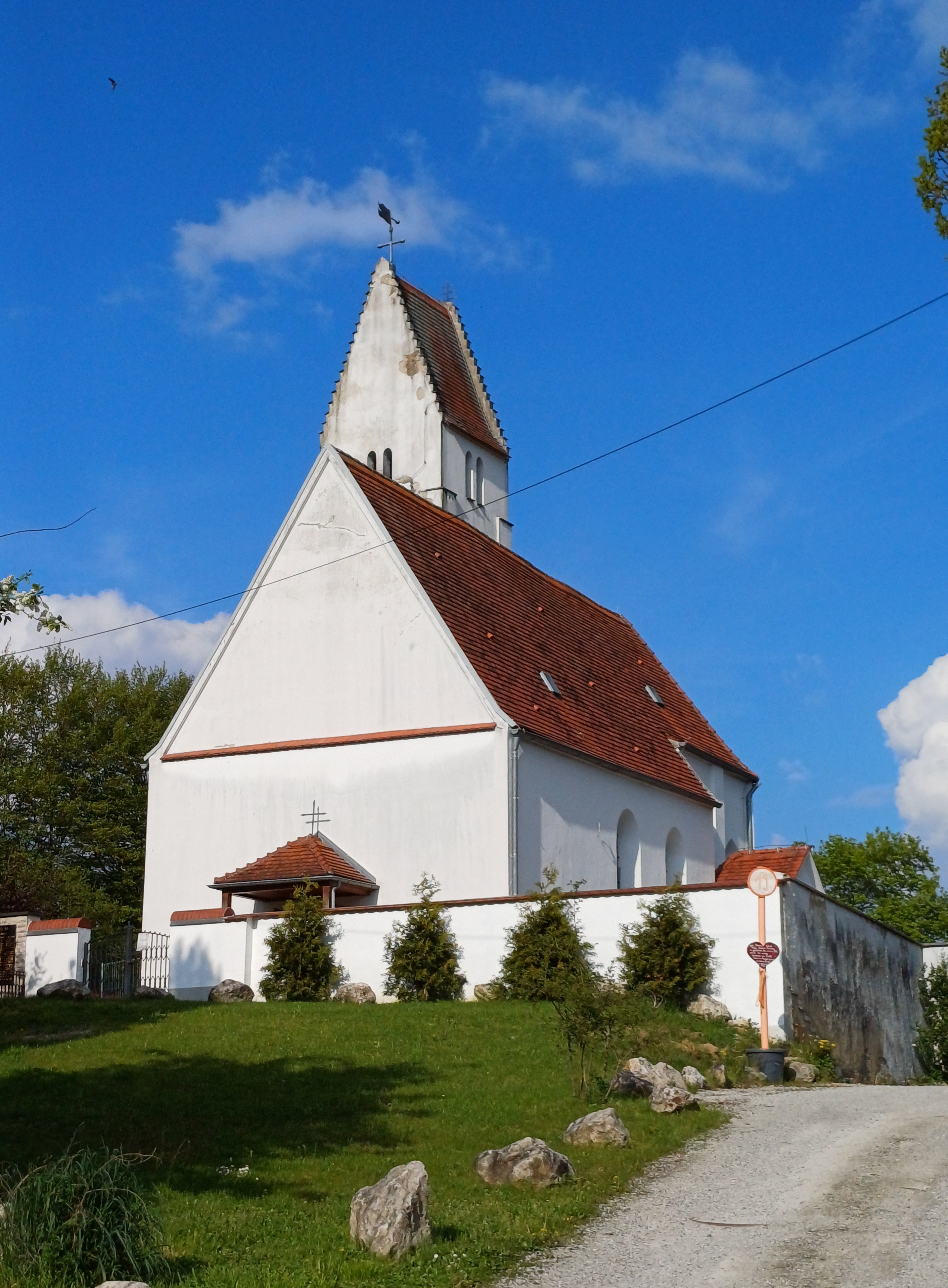
Mariä Heimsuchung

- Die Pfarrkirche Mariä Heimsuchung in Pichl wurde 1585 im gotischen Stil errichtet.
- Bereits um 1560 ist das Schloss Pichl auf den bayerischen Landtafeln des Philipp Apians zu finden.